# مومن احمد محمد
مومن احمد محمد (به عربی: مؤمن أحمد ربيع محمد، آوانگاری: زادهٔ ۲۴ مارس ۲۰۰۰) یک کشتی‌گیر فرنگی‌کار اهل کشور مصر است. وی سابقه حضور در المپیک ۲۰۲۴ پاریس را دارد.  